# 2017年のアメリカンリーグチャンピオンシップシリーズ
2017年の野球において、メジャーリーグベースボール（MLB）のポストシーズンは10月3日に開幕した。アメリカンリーグの第48回リーグチャンピオンシップシリーズ（英語: 48th American League Championship Series、以下「リーグ優勝決定戦」と表記）は、13日から21日にかけて計7試合が開催された。その結果、ヒューストン・アストロズ（西地区）がニューヨーク・ヤンキース（東地区）を4勝3敗で下し、12年ぶり2回目のリーグ優勝およびワールドシリーズ進出を果たした。
両球団がポストシーズンで対戦するのは、2015年のワイルドカードゲーム以来2年ぶり2度目。アストロズは球団創設から2012年シーズン終了までナショナルリーグに所属しており、12年前の前回リーグ優勝もナショナルリーグでのことだった。アメリカンリーグ初優勝により、アストロズは両リーグでの優勝を経験した史上初の球団となった。ポストシーズンの7戦4勝制シリーズは今シリーズを含め172度開催されているが、そのうち本拠地球団が全勝したのは、アストロズがナショナルリーグ時代に出場した2004年のリーグ優勝決定戦以来5度目である。シリーズMVPには、第2戦で13三振を奪って完投勝利を挙げるなど、2試合16.0イニングで2勝0敗・防御率0.56を記録したアストロズのジャスティン・バーランダーが選出された。このあとアストロズは、ワールドシリーズでもナショナルリーグ王者ロサンゼルス・ドジャースを4勝3敗で下し、球団創設56年目で初の優勝を成し遂げた。
MLB機構はこの年、史上初めてポストシーズンの全シリーズに冠スポンサーを募った。リーグ優勝決定戦については、キャンピングカー販売業者のキャンピング・ワールドがスポンサー権を獲得しており、大会名はアメリカンリーグチャンピオンシップシリーズ presented by キャンピング・ワールド（英語: American League Championship Series presented by Camping World）となる。

## 両チームの2017年
10月9日にまずアストロズ（西地区優勝）が、そして11日にはヤンキース（東地区2位＝第1ワイルドカード）が、それぞれ地区シリーズ突破を決めてリーグ優勝決定戦へ駒を進めた。
アストロズは2016年、84勝78敗の地区3位でポストシーズンには5.0ゲーム差届かなかったが、チームの中核となる選手が次々と台頭してきていた。オフには彼らの脇を固めるベテラン野手として捕手ブライアン・マッキャンや指名打者カルロス・ベルトランらを獲得したが、その一方で先発ローテーションの補強は進まずエース不在の陣容となった。2017年は11試合目でロサンゼルス・エンゼルスを抜いて地区単独首位へ立つと、その後も勝利数を伸ばしていく。5月下旬から6月上旬にかけては11連勝を記録し、MLB史上16年ぶりの開幕58戦42勝を達成、前半戦終了時には60勝29敗で2位テキサス・レンジャーズに16.5ゲーム差をつけた。7月31日のトレード期限までには目立った補強を行わず、失望を公然と口にする選手もいたが、8月下旬にはウェイバーを介してジャスティン・バーランダーを獲得、エースとして迎え入れた。後半戦も、2位とのゲーム差が1桁に縮まることなく進んでいく。9月17日にはバーランダーが7回1失点と好投して地区優勝を決め、その後は101勝61敗まで勝率を伸ばしてレギュラーシーズンを終えた。平均得点5.53はリーグ最高、防御率4.12はリーグ5位。カルロス・コレアら若手の成長や補強組の活躍などにより形成された強力打線は、本塁打の多さと三振の少なさを両立させ、70打点以上が7人という高い得点力を有していた。地区シリーズではボストン・レッドソックスを3勝1敗で下した。
ヤンキースは、2016年はシーズン途中で救援左腕アロルディス・チャップマンやアンドリュー・ミラーを放出するなどポストシーズン進出を諦め、84勝78敗で地区4位に沈んだ。オフにはFAとなったチャップマンを呼び戻す一方で、若手捕手ゲイリー・サンチェスを抜擢するためにベテランのマッキャンを放出するなど、勝利と世代交代を両立させようとしていた。2017年は前半戦終了時点で45勝41敗とし、地区では首位レッドソックスから3.5ゲーム差の2位、ワイルドカード争いでは首位につける。新人外野手アーロン・ジャッジが前半戦だけで30本塁打を放ち、ポストシーズン争いの原動力となった。チームも前年とは対照的な積極補強に動き、7月31日のトレード期限までに先発投手ソニー・グレイや内野手トッド・フレイジャーなど6選手を相次いで獲得した。後半戦はジャッジが不振にあえぐとともにチームも一時的に調子を落としたものの、9月以降は復調する。9月23日にはポストシーズン進出を確保し、残り8試合で逆転地区優勝を目指したが、レッドソックスには2.0ゲーム差及ばなかった。平均得点5.30はリーグ2位、防御率4.07はリーグ3位。ジャッジやサンチェスの強打に先発投手ルイス・セベリーノの好投など、生え抜き若手選手の活躍がチームを支えた。ミネソタ・ツインズとのワイルドカードゲームに8－4で勝利すると、続く地区シリーズではクリーブランド・インディアンスを3勝2敗で下した。
リーグ優勝決定戦の第1・2・6・7戦を本拠地で開催できる "ホームフィールド・アドバンテージ" は、地区優勝球団どうしが対戦する場合はレギュラーシーズンの勝率がより高いほうの球団に、地区優勝球団とワイルドカード球団が対戦する場合は地区優勝球団に与えられる。したがって今シリーズでは、アストロズがアドバンテージを得る。この年のレギュラーシーズンでは両球団は7試合対戦し、アストロズが5勝2敗と勝ち越していた。

## ロースター
両チームの出場選手登録（ロースター）は以下の通り。
- 名前の横の★はこの年のオールスターゲームに選出された選手を、＃はレギュラーシーズン開幕後に入団した選手を示す。
- 年齢は今シリーズ開幕時点でのもの。

| ヒューストン・アストロズ | ヒューストン・アストロズ | ヒューストン・アストロズ | ヒューストン・アストロズ     | ヒューストン・アストロズ | ヒューストン・アストロズ | ヒューストン・アストロズ | ニューヨーク・ヤンキース | ニューヨーク・ヤンキース | ニューヨーク・ヤンキース | ニューヨーク・ヤンキース   | ニューヨーク・ヤンキース | ニューヨーク・ヤンキース | ニューヨーク・ヤンキース |
| 守備位置                 | 背番号                   | 出身                     | 選手                         | 投                       | 打                       | 年齢                     | 守備位置                 | 背番号                   | 出身                     | 選手                       | 投                       | 打                       | 年齢                     |
| ------------------------ | ------------------------ | ------------------------ | ---------------------------- | ------------------------ | ------------------------ | ------------------------ | ------------------------ | ------------------------ | ------------------------ | -------------------------- | ------------------------ | ------------------------ | ------------------------ |
| 投手                     | 47                       | アメリカ合衆国の旗       | クリス・デベンスキー★        | 右                       | 右                       | 26                       | 投手                     | 68                       | アメリカ合衆国の旗       | デリン・ベタンセス★        | 右                       | 右                       | 29                       |
| 投手                     | 53                       | アメリカ合衆国の旗       | ケン・ジャイルズ             | 右                       | 右                       | 27                       | 投手                     | 54                       | キューバの旗             | アロルディス・チャップマン | 左                       | 左                       | 29                       |
| 投手                     | 44                       | アメリカ合衆国の旗       | ルーク・グレガーソン         | 右                       | 左                       | 33                       | 投手                     | 34                       | メキシコの旗             | ハイメ・ガルシア＃         | 左                       | 左                       | 31                       |
| 投手                     | 36                       | アメリカ合衆国の旗       | ウィル・ハリス               | 右                       | 右                       | 33                       | 投手                     | 55                       | アメリカ合衆国の旗       | ソニー・グレイ＃           | 右                       | 右                       | 27                       |
| 投手                     | 60                       | アメリカ合衆国の旗       | ダラス・カイケル★            | 左                       | 左                       | 29                       | 投手                     | 57                       | アメリカ合衆国の旗       | チャド・グリーン           | 右                       | 左                       | 26                       |
| 投手                     | 46                       | ドミニカ共和国の旗       | フランシスコ・リリアーノ＃   | 左                       | 左                       | 33                       | 投手                     | 48                       | アメリカ合衆国の旗       | トミー・ケインリー＃       | 右                       | 右                       | 28                       |
| 投手                     | 43                       | アメリカ合衆国の旗       | ランス・マッカラーズJr.★     | 右                       | 左                       | 24                       | 投手                     | 47                       | アメリカ合衆国の旗       | ジョーダン・モンゴメリー   | 左                       | 左                       | 24                       |
| 投手                     | 31                       | アメリカ合衆国の旗       | コリン・マクヒュー           | 右                       | 右                       | 30                       | 投手                     | 30                       | アメリカ合衆国の旗       | デビッド・ロバートソン＃   | 右                       | 右                       | 32                       |
| 投手                     | 50                       | アメリカ合衆国の旗       | チャーリー・モートン         | 右                       | 右                       | 33                       | 投手                     | 52                       | アメリカ合衆国の旗       | CC・サバシア               | 左                       | 左                       | 37                       |
| 投手                     | 59                       | アメリカ合衆国の旗       | ジョー・マスグローブ         | 右                       | 右                       | 24                       | 投手                     | 40                       | ドミニカ共和国の旗       | ルイス・セベリーノ★        | 右                       | 右                       | 23                       |
| 投手                     | 41                       | アメリカ合衆国の旗       | ブラッド・ピーコック         | 右                       | 右                       | 29                       | 投手                     | 19                       | 日本の旗                 | 田中将大                   | 右                       | 右                       | 28                       |
| 投手                     | 35                       | アメリカ合衆国の旗       | ジャスティン・バーランダー＃ | 右                       | 右                       | 34                       | 投手                     | 43                       | アメリカ合衆国の旗       | アダム・ウォーレン         | 右                       | 右                       | 30                       |
| 捕手                     | 30                       | プエルトリコの旗         | フアン・センテノ             | 右                       | 左                       | 27                       | 捕手                     | 27                       | アメリカ合衆国の旗       | オースティン・ロマイン     | 右                       | 右                       | 28                       |
| 捕手                     | 11                       | アメリカ合衆国の旗       | エバン・ガティス             | 右                       | 右                       | 31                       | 捕手                     | 24                       | ドミニカ共和国の旗       | ゲイリー・サンチェス★      | 右                       | 右                       | 24                       |
| 捕手                     | 16                       | アメリカ合衆国の旗       | ブライアン・マッキャン       | 右                       | 左                       | 33                       | 内野手                   | 33                       | アメリカ合衆国の旗       | グレッグ・バード           | 右                       | 左                       | 24                       |
| 内野手                   | 27                       | ベネズエラの旗           | ホセ・アルトゥーベ★          | 右                       | 右                       | 27                       | 内野手                   | 14                       | ドミニカ共和国の旗       | スターリン・カストロ★      | 右                       | 右                       | 27                       |
| 内野手                   | 2                        | アメリカ合衆国の旗       | アレックス・ブレグマン       | 右                       | 右                       | 23                       | 内野手                   | 29                       | アメリカ合衆国の旗       | トッド・フレイジャー＃     | 右                       | 右                       | 31                       |
| 内野手                   | 1                        | プエルトリコの旗         | カルロス・コレア★            | 右                       | 右                       | 23                       | 内野手                   | 18                       | オランダの旗             | ディディ・グレゴリウス     | 右                       | 左                       | 27                       |
| 内野手                   | 9                        | ベネズエラの旗           | マーウィン・ゴンザレス       | 右                       | 両                       | 28                       | 内野手                   | 12                       | アメリカ合衆国の旗       | チェイス・ヘッドリー       | 右                       | 両                       | 33                       |
| 内野手                   | 10                       | キューバの旗             | ユリ・グリエル               | 右                       | 右                       | 33                       | 内野手                   | 74                       | ベネズエラの旗           | ロナルド・トレイエズ       | 右                       | 右                       | 25                       |
| 外野手                   | 15                       | プエルトリコの旗         | カルロス・ベルトラン         | 右                       | 両                       | 40                       | 外野手                   | 22                       | アメリカ合衆国の旗       | ジャコビー・エルズベリー   | 左                       | 左                       | 34                       |
| 外野手                   | 21                       | アメリカ合衆国の旗       | デレク・フィッシャー         | 右                       | 左                       | 24                       | 外野手                   | 11                       | アメリカ合衆国の旗       | ブレット・ガードナー       | 左                       | 左                       | 34                       |
| 外野手                   | 3                        | アメリカ合衆国の旗       | キャメロン・メイビン＃       | 右                       | 右                       | 30                       | 外野手                   | 31                       | アメリカ合衆国の旗       | アーロン・ヒックス         | 右                       | 両                       | 28                       |
| 外野手                   | 22                       | アメリカ合衆国の旗       | ジョシュ・レディック         | 右                       | 左                       | 30                       | 外野手                   | 99                       | アメリカ合衆国の旗       | アーロン・ジャッジ★        | 右                       | 右                       | 25                       |
| 外野手                   | 4                        | アメリカ合衆国の旗       | ジョージ・スプリンガー★      | 右                       | 右                       | 28                       | 指名打者                 | 17                       | アメリカ合衆国の旗       | マット・ホリデイ           | 右                       | 右                       | 37                       |

アストロズは地区シリーズのロースターから、内野手のタイラー・ホワイトに代えて投手のコリン・マクヒューを加えた。日程上、地区シリーズにはなかった3連戦がリーグ優勝決定戦にはあることから、アストロズは地区シリーズで唯一出番のなかったホワイトを外し、空いた枠で投手陣の層を厚くすることにした。これに対し、ヤンキースは地区シリーズからのロースター変更はない。

## 試合結果
2017年のアメリカンリーグ優勝決定戦は10月13日に開幕し、途中に移動日を挟んで9日間で7試合が行われた。日程・結果は以下の通り。
| 日付                                                                                     | 試合  | ビジター球団（先攻）     | スコア | ホーム球団（後攻）       | 開催球場               | 開催球場                                   |
| ---------------------------------------------------------------------------------------- | ----- | ------------------------ | ------ | ------------------------ | ---------------------- | ------------------------------------------ |
| 10月13日（金）                                                                           | 第1戦 | ニューヨーク・ヤンキース | 1－2   | ヒューストン・アストロズ | ミニッツメイド・パーク | ミニッツメイド・パークヤンキー・スタジアム |
| 10月14日（土）                                                                           | 第2戦 | ニューヨーク・ヤンキース | 1－2x  | ヒューストン・アストロズ | ミニッツメイド・パーク | ミニッツメイド・パークヤンキー・スタジアム |
| 10月15日（日）                                                                           |       | 移動日                   | 移動日 | 移動日                   |                        | ミニッツメイド・パークヤンキー・スタジアム |
| 10月16日（月）                                                                           | 第3戦 | ヒューストン・アストロズ | 1－8   | ニューヨーク・ヤンキース | ヤンキー・スタジアム   | ミニッツメイド・パークヤンキー・スタジアム |
| 10月17日（火）                                                                           | 第4戦 | ヒューストン・アストロズ | 4－6   | ニューヨーク・ヤンキース | ヤンキー・スタジアム   | ミニッツメイド・パークヤンキー・スタジアム |
| 10月18日（水）                                                                           | 第5戦 | ヒューストン・アストロズ | 0－5   | ニューヨーク・ヤンキース | ヤンキー・スタジアム   | ミニッツメイド・パークヤンキー・スタジアム |
| 10月19日（木）                                                                           |       | 移動日                   | 移動日 | 移動日                   |                        | ミニッツメイド・パークヤンキー・スタジアム |
| 10月20日（金）                                                                           | 第6戦 | ニューヨーク・ヤンキース | 1－7   | ヒューストン・アストロズ | ミニッツメイド・パーク | ミニッツメイド・パークヤンキー・スタジアム |
| 10月21日（土）                                                                           | 第7戦 | ニューヨーク・ヤンキース | 0－4   | ヒューストン・アストロズ | ミニッツメイド・パーク | ミニッツメイド・パークヤンキー・スタジアム |
| 優勝：ヒューストン・アストロズ（4勝3敗 / 12年ぶり2度目＝ナショナルリーグ加盟時代も含む） |       |                          |        |                          |                        | ミニッツメイド・パークヤンキー・スタジアム |

### 第1戦 10月13日
- ミニッツメイド・パーク（テキサス州ヒューストン）

|                          | 1 | 2 | 3 | 4 | 5 | 6 | 7 | 8 | 9 | R | H | E |
| ------------------------ | - | - | - | - | - | - | - | - | - | - | - | - |
| ニューヨーク・ヤンキース | 0 | 0 | 0 | 0 | 0 | 0 | 0 | 0 | 1 | 1 | 5 | 0 |
| ヒューストン・アストロズ | 0 | 0 | 0 | 2 | 0 | 0 | 0 | 0 | X | 2 | 6 | 1 |

1. 勝利：ダラス・カイケル（1勝）
2. セーブ：ケン・ジャイルズ（1S）
3. 敗戦：田中将大（1敗）
4. 本塁打
NYY：グレッグ・バード1号ソロ
5. 審判
［球審］チャド・フェアチャイルド
［塁審］一塁: ハンター・ウェンデルステット、二塁: ゲイリー・シダーストロム、三塁: クリス・グッチオーネ
［外審］左翼: ジェリー・ミールズ、右翼: ジム・レイノルズ
6. 試合開始時刻: 中部夏時間（UTC-5）午後7時10分  試合時間: 3時間20分  観客: 4万3116人  気温: 73°F（22.8°C）
詳細: MLB.com Gameday / ESPN.com / Baseball-Reference.com / Fangraphs

| ニューヨーク・ヤンキース | ニューヨーク・ヤンキース | ニューヨーク・ヤンキース | ニューヨーク・ヤンキース | ニューヨーク・ヤンキース                                                                                                 | ヒューストン・アストロズ | ヒューストン・アストロズ | ヒューストン・アストロズ | ヒューストン・アストロズ | ヒューストン・アストロズ |
| ------------------------ | ------------------------ | ------------------------ | ------------------------ | --- | ------------------------ | ------------------------ | ------------------------ | ------------------------ | --- |
| 打順                     | 守備                     | 選手                     | 打席                     | 田中将大G・サンチェスG・バードS・カストロT・フレイ · ジャーD・グレゴリウスB・ガードナーA・ヒックスA・ジャッジM・ホリデイ | 打順                     | 守備                     | 選手                     | 打席                     | D・カイケルB・マッキャンY・グリエルJ・アルトゥーベA・ブレグマンC・コレアM・ゴンザレスG・スプリンガーJ・レディックC・ベルトラン |
| 1                        | 左                       | B・ガードナー            | 左                       | 田中将大G・サンチェスG・バードS・カストロT・フレイ · ジャーD・グレゴリウスB・ガードナーA・ヒックスA・ジャッジM・ホリデイ | 1                        | 中                       | G・スプリンガー          | 右                       | D・カイケルB・マッキャンY・グリエルJ・アルトゥーベA・ブレグマンC・コレアM・ゴンザレスG・スプリンガーJ・レディックC・ベルトラン |
| 2                        | 右                       | A・ジャッジ              | 右                       | 田中将大G・サンチェスG・バードS・カストロT・フレイ · ジャーD・グレゴリウスB・ガードナーA・ヒックスA・ジャッジM・ホリデイ | 2                        | 右                       | J・レディック            | 左                       | D・カイケルB・マッキャンY・グリエルJ・アルトゥーベA・ブレグマンC・コレアM・ゴンザレスG・スプリンガーJ・レディックC・ベルトラン |
| 3                        | 捕                       | G・サンチェス            | 右                       | 田中将大G・サンチェスG・バードS・カストロT・フレイ · ジャーD・グレゴリウスB・ガードナーA・ヒックスA・ジャッジM・ホリデイ | 3                        | 二                       | J・アルトゥーベ          | 右                       | D・カイケルB・マッキャンY・グリエルJ・アルトゥーベA・ブレグマンC・コレアM・ゴンザレスG・スプリンガーJ・レディックC・ベルトラン |
| 4                        | 遊                       | D・グレゴリウス          | 左                       | 田中将大G・サンチェスG・バードS・カストロT・フレイ · ジャーD・グレゴリウスB・ガードナーA・ヒックスA・ジャッジM・ホリデイ | 4                        | 遊                       | C・コレア                | 右                       | D・カイケルB・マッキャンY・グリエルJ・アルトゥーベA・ブレグマンC・コレアM・ゴンザレスG・スプリンガーJ・レディックC・ベルトラン |
| 5                        | 二                       | S・カストロ              | 右                       | 田中将大G・サンチェスG・バードS・カストロT・フレイ · ジャーD・グレゴリウスB・ガードナーA・ヒックスA・ジャッジM・ホリデイ | 5                        | 左                       | M・ゴンザレス            | 両                       | D・カイケルB・マッキャンY・グリエルJ・アルトゥーベA・ブレグマンC・コレアM・ゴンザレスG・スプリンガーJ・レディックC・ベルトラン |
| 6                        | 中                       | A・ヒックス              | 両                       | 田中将大G・サンチェスG・バードS・カストロT・フレイ · ジャーD・グレゴリウスB・ガードナーA・ヒックスA・ジャッジM・ホリデイ | 6                        | 一                       | Y・グリエル              | 右                       | D・カイケルB・マッキャンY・グリエルJ・アルトゥーベA・ブレグマンC・コレアM・ゴンザレスG・スプリンガーJ・レディックC・ベルトラン |
| 7                        | 一                       | G・バード                | 左                       | 田中将大G・サンチェスG・バードS・カストロT・フレイ · ジャーD・グレゴリウスB・ガードナーA・ヒックスA・ジャッジM・ホリデイ | 7                        | DH                       | C・ベルトラン            | 両                       | D・カイケルB・マッキャンY・グリエルJ・アルトゥーベA・ブレグマンC・コレアM・ゴンザレスG・スプリンガーJ・レディックC・ベルトラン |
| 8                        | DH                       | M・ホリデイ              | 右                       | 田中将大G・サンチェスG・バードS・カストロT・フレイ · ジャーD・グレゴリウスB・ガードナーA・ヒックスA・ジャッジM・ホリデイ | 8                        | 三                       | A・ブレグマン            | 右                       | D・カイケルB・マッキャンY・グリエルJ・アルトゥーベA・ブレグマンC・コレアM・ゴンザレスG・スプリンガーJ・レディックC・ベルトラン |
| 9                        | 三                       | T・フレイジャー          | 右                       | 田中将大G・サンチェスG・バードS・カストロT・フレイ · ジャーD・グレゴリウスB・ガードナーA・ヒックスA・ジャッジM・ホリデイ | 9                        | 捕                       | B・マッキャン            | 左                       | D・カイケルB・マッキャンY・グリエルJ・アルトゥーベA・ブレグマンC・コレアM・ゴンザレスG・スプリンガーJ・レディックC・ベルトラン |
| 先発投手                 | 先発投手                 | 先発投手                 | 投球                     | 田中将大G・サンチェスG・バードS・カストロT・フレイ · ジャーD・グレゴリウスB・ガードナーA・ヒックスA・ジャッジM・ホリデイ | 先発投手                 | 先発投手                 | 先発投手                 | 投球                     | D・カイケルB・マッキャンY・グリエルJ・アルトゥーベA・ブレグマンC・コレアM・ゴンザレスG・スプリンガーJ・レディックC・ベルトラン |
| 田中将大                 | 田中将大                 | 田中将大                 | 右                       | 田中将大G・サンチェスG・バードS・カストロT・フレイ · ジャーD・グレゴリウスB・ガードナーA・ヒックスA・ジャッジM・ホリデイ | D・カイケル              | D・カイケル              | D・カイケル              | 左                       | D・カイケルB・マッキャンY・グリエルJ・アルトゥーベA・ブレグマンC・コレアM・ゴンザレスG・スプリンガーJ・レディックC・ベルトラン |

### 第2戦 10月14日
- ミニッツメイド・パーク（テキサス州ヒューストン）

|                          | 1 | 2 | 3 | 4 | 5 | 6 | 7 | 8 | 9  | R | H | E |
| ------------------------ | - | - | - | - | - | - | - | - | -- | - | - | - |
| ニューヨーク・ヤンキース | 0 | 0 | 0 | 0 | 1 | 0 | 0 | 0 | 0  | 1 | 5 | 0 |
| ヒューストン・アストロズ | 0 | 0 | 0 | 1 | 0 | 0 | 0 | 0 | 1x | 2 | 5 | 0 |

1. 勝利：ジャスティン・バーランダー（1勝）
2. 敗戦：アロルディス・チャップマン（1敗）
3. 本塁打
HOU：カルロス・コレア1号ソロ
4. 審判
［球審］ハンター・ウェンデルステット
［塁審］一塁: ゲイリー・シダーストロム、二塁: クリス・グッチオーネ、三塁: ジェリー・ミールズ
［外審］左翼: ジム・レイノルズ、右翼: チャド・フェアチャイルド
5. 試合開始時刻: 中部夏時間（UTC-5）午後3時9分  試合時間: 3時間0分  観客: 4万3193人  気温: 73°F（22.8°C）
詳細: MLB.com Gameday / ESPN.com / Baseball-Reference.com / Fangraphs

| ニューヨーク・ヤンキース | ニューヨーク・ヤンキース | ニューヨーク・ヤンキース | ニューヨーク・ヤンキース | ニューヨーク・ヤンキース | ヒューストン・アストロズ | ヒューストン・アストロズ | ヒューストン・アストロズ | ヒューストン・アストロズ | ヒューストン・アストロズ |
| ------------------------ | ------------------------ | ------------------------ | ------------------------ | --- | ------------------------ | ------------------------ | ------------------------ | ------------------------ | --- |
| 打順                     | 守備                     | 選手                     | 打席                     | L・セベリーノG・サンチェスG・バードS・カストロT・フレイ · ジャーD・グレゴリウスB・ガードナーA・ヒックスA・ジャッジC・ヘッドリー | 打順                     | 守備                     | 選手                     | 打席                     | J・バーランダーB・マッキャンY・グリエルJ・アルトゥーベA・ブレグマンC・コレアM・ゴンザレスG・スプリンガーJ・レディックC・ベルトラン |
| 1                        | 左                       | B・ガードナー            | 左                       | L・セベリーノG・サンチェスG・バードS・カストロT・フレイ · ジャーD・グレゴリウスB・ガードナーA・ヒックスA・ジャッジC・ヘッドリー | 1                        | 中                       | G・スプリンガー          | 右                       | J・バーランダーB・マッキャンY・グリエルJ・アルトゥーベA・ブレグマンC・コレアM・ゴンザレスG・スプリンガーJ・レディックC・ベルトラン |
| 2                        | 右                       | A・ジャッジ              | 右                       | L・セベリーノG・サンチェスG・バードS・カストロT・フレイ · ジャーD・グレゴリウスB・ガードナーA・ヒックスA・ジャッジC・ヘッドリー | 2                        | 右                       | J・レディック            | 左                       | J・バーランダーB・マッキャンY・グリエルJ・アルトゥーベA・ブレグマンC・コレアM・ゴンザレスG・スプリンガーJ・レディックC・ベルトラン |
| 3                        | 遊                       | D・グレゴリウス          | 左                       | L・セベリーノG・サンチェスG・バードS・カストロT・フレイ · ジャーD・グレゴリウスB・ガードナーA・ヒックスA・ジャッジC・ヘッドリー | 3                        | 二                       | J・アルトゥーベ          | 右                       | J・バーランダーB・マッキャンY・グリエルJ・アルトゥーベA・ブレグマンC・コレアM・ゴンザレスG・スプリンガーJ・レディックC・ベルトラン |
| 4                        | 捕                       | G・サンチェス            | 右                       | L・セベリーノG・サンチェスG・バードS・カストロT・フレイ · ジャーD・グレゴリウスB・ガードナーA・ヒックスA・ジャッジC・ヘッドリー | 4                        | 遊                       | C・コレア                | 右                       | J・バーランダーB・マッキャンY・グリエルJ・アルトゥーベA・ブレグマンC・コレアM・ゴンザレスG・スプリンガーJ・レディックC・ベルトラン |
| 5                        | 一                       | G・バード                | 左                       | L・セベリーノG・サンチェスG・バードS・カストロT・フレイ · ジャーD・グレゴリウスB・ガードナーA・ヒックスA・ジャッジC・ヘッドリー | 5                        | 左                       | M・ゴンザレス            | 両                       | J・バーランダーB・マッキャンY・グリエルJ・アルトゥーベA・ブレグマンC・コレアM・ゴンザレスG・スプリンガーJ・レディックC・ベルトラン |
| 6                        | 二                       | S・カストロ              | 右                       | L・セベリーノG・サンチェスG・バードS・カストロT・フレイ · ジャーD・グレゴリウスB・ガードナーA・ヒックスA・ジャッジC・ヘッドリー | 6                        | 一                       | Y・グリエル              | 右                       | J・バーランダーB・マッキャンY・グリエルJ・アルトゥーベA・ブレグマンC・コレアM・ゴンザレスG・スプリンガーJ・レディックC・ベルトラン |
| 7                        | 中                       | A・ヒックス              | 両                       | L・セベリーノG・サンチェスG・バードS・カストロT・フレイ · ジャーD・グレゴリウスB・ガードナーA・ヒックスA・ジャッジC・ヘッドリー | 7                        | DH                       | C・ベルトラン            | 両                       | J・バーランダーB・マッキャンY・グリエルJ・アルトゥーベA・ブレグマンC・コレアM・ゴンザレスG・スプリンガーJ・レディックC・ベルトラン |
| 8                        | 三                       | T・フレイジャー          | 右                       | L・セベリーノG・サンチェスG・バードS・カストロT・フレイ · ジャーD・グレゴリウスB・ガードナーA・ヒックスA・ジャッジC・ヘッドリー | 8                        | 三                       | A・ブレグマン            | 右                       | J・バーランダーB・マッキャンY・グリエルJ・アルトゥーベA・ブレグマンC・コレアM・ゴンザレスG・スプリンガーJ・レディックC・ベルトラン |
| 9                        | DH                       | C・ヘッドリー            | 両                       | L・セベリーノG・サンチェスG・バードS・カストロT・フレイ · ジャーD・グレゴリウスB・ガードナーA・ヒックスA・ジャッジC・ヘッドリー | 9                        | 捕                       | B・マッキャン            | 左                       | J・バーランダーB・マッキャンY・グリエルJ・アルトゥーベA・ブレグマンC・コレアM・ゴンザレスG・スプリンガーJ・レディックC・ベルトラン |
| 先発投手                 | 先発投手                 | 先発投手                 | 投球                     | L・セベリーノG・サンチェスG・バードS・カストロT・フレイ · ジャーD・グレゴリウスB・ガードナーA・ヒックスA・ジャッジC・ヘッドリー | 先発投手                 | 先発投手                 | 先発投手                 | 投球                     | J・バーランダーB・マッキャンY・グリエルJ・アルトゥーベA・ブレグマンC・コレアM・ゴンザレスG・スプリンガーJ・レディックC・ベルトラン |
| L・セベリーノ            | L・セベリーノ            | L・セベリーノ            | 右                       | L・セベリーノG・サンチェスG・バードS・カストロT・フレイ · ジャーD・グレゴリウスB・ガードナーA・ヒックスA・ジャッジC・ヘッドリー | J・バーランダー          | J・バーランダー          | J・バーランダー          | 右                       | J・バーランダーB・マッキャンY・グリエルJ・アルトゥーベA・ブレグマンC・コレアM・ゴンザレスG・スプリンガーJ・レディックC・ベルトラン |

### 第3戦 10月16日
- ヤンキー・スタジアム（ニューヨーク州ニューヨーク市ブロンクス区）

|                          | 1 | 2 | 3 | 4 | 5 | 6 | 7 | 8 | 9 | R | H | E |
| ------------------------ | - | - | - | - | - | - | - | - | - | - | - | - |
| ヒューストン・アストロズ | 0 | 0 | 0 | 0 | 0 | 0 | 0 | 0 | 1 | 1 | 4 | 0 |
| ニューヨーク・ヤンキース | 0 | 3 | 0 | 5 | 0 | 0 | 0 | 0 | X | 8 | 7 | 1 |

1. 勝利：CC・サバシア（1勝）
2. 敗戦：チャーリー・モートン（1敗）
3. 本塁打
NYY：トッド・フレイジャー1号3ラン、アーロン・ジャッジ1号3ラン
4. 審判
［球審］ゲイリー・シダーストロム
［塁審］一塁: クリス・グッチオーネ、二塁: ジェリー・ミールズ、三塁: ジム・レイノルズ
［外審］左翼: マーク・カールソン、右翼: ハンター・ウェンデルステット
5. 試合開始時刻: 東部夏時間（UTC-4）午後8時9分  試合時間: 3時間25分  観客: 4万9373人  気温: 57°F（13.9°C）
詳細: MLB.com Gameday / ESPN.com / Baseball-Reference.com / Fangraphs

| ヒューストン・アストロズ | ヒューストン・アストロズ | ヒューストン・アストロズ | ヒューストン・アストロズ | ヒューストン・アストロズ                                                                                                   | ニューヨーク・ヤンキース | ニューヨーク・ヤンキース | ニューヨーク・ヤンキース | ニューヨーク・ヤンキース | ニューヨーク・ヤンキース |
| ------------------------ | ------------------------ | ------------------------ | ------------------------ | --- | ------------------------ | ------------------------ | ------------------------ | ------------------------ | --- |
| 打順                     | 守備                     | 選手                     | 打席                     | C・モートンE・ガティスM・ゴンザレスJ・アルトゥーベA・ブレグマンC・コレアC・メイビンG・スプリンガーJ・レディックY・グリエル | 打順                     | 守備                     | 選手                     | 打席                     | C・サバシアG・サンチェスG・バードS・カストロT・フレイ · ジャーD・グレゴリウスB・ガードナーA・ヒックスA・ジャッジC・ヘッドリー |
| 1                        | 中                       | G・スプリンガー          | 右                       | C・モートンE・ガティスM・ゴンザレスJ・アルトゥーベA・ブレグマンC・コレアC・メイビンG・スプリンガーJ・レディックY・グリエル | 1                        | 左                       | B・ガードナー            | 左                       | C・サバシアG・サンチェスG・バードS・カストロT・フレイ · ジャーD・グレゴリウスB・ガードナーA・ヒックスA・ジャッジC・ヘッドリー |
| 2                        | 三                       | A・ブレグマン            | 右                       | C・モートンE・ガティスM・ゴンザレスJ・アルトゥーベA・ブレグマンC・コレアC・メイビンG・スプリンガーJ・レディックY・グリエル | 2                        | 右                       | A・ジャッジ              | 右                       | C・サバシアG・サンチェスG・バードS・カストロT・フレイ · ジャーD・グレゴリウスB・ガードナーA・ヒックスA・ジャッジC・ヘッドリー |
| 3                        | 二                       | J・アルトゥーベ          | 右                       | C・モートンE・ガティスM・ゴンザレスJ・アルトゥーベA・ブレグマンC・コレアC・メイビンG・スプリンガーJ・レディックY・グリエル | 3                        | 遊                       | D・グレゴリウス          | 左                       | C・サバシアG・サンチェスG・バードS・カストロT・フレイ · ジャーD・グレゴリウスB・ガードナーA・ヒックスA・ジャッジC・ヘッドリー |
| 4                        | 遊                       | C・コレア                | 右                       | C・モートンE・ガティスM・ゴンザレスJ・アルトゥーベA・ブレグマンC・コレアC・メイビンG・スプリンガーJ・レディックY・グリエル | 4                        | 捕                       | G・サンチェス            | 右                       | C・サバシアG・サンチェスG・バードS・カストロT・フレイ · ジャーD・グレゴリウスB・ガードナーA・ヒックスA・ジャッジC・ヘッドリー |
| 5                        | DH                       | Y・グリエル              | 右                       | C・モートンE・ガティスM・ゴンザレスJ・アルトゥーベA・ブレグマンC・コレアC・メイビンG・スプリンガーJ・レディックY・グリエル | 5                        | 一                       | G・バード                | 左                       | C・サバシアG・サンチェスG・バードS・カストロT・フレイ · ジャーD・グレゴリウスB・ガードナーA・ヒックスA・ジャッジC・ヘッドリー |
| 6                        | 捕                       | E・ガティス              | 右                       | C・モートンE・ガティスM・ゴンザレスJ・アルトゥーベA・ブレグマンC・コレアC・メイビンG・スプリンガーJ・レディックY・グリエル | 6                        | 二                       | S・カストロ              | 右                       | C・サバシアG・サンチェスG・バードS・カストロT・フレイ · ジャーD・グレゴリウスB・ガードナーA・ヒックスA・ジャッジC・ヘッドリー |
| 7                        | 一                       | M・ゴンザレス            | 両                       | C・モートンE・ガティスM・ゴンザレスJ・アルトゥーベA・ブレグマンC・コレアC・メイビンG・スプリンガーJ・レディックY・グリエル | 7                        | 中                       | A・ヒックス              | 両                       | C・サバシアG・サンチェスG・バードS・カストロT・フレイ · ジャーD・グレゴリウスB・ガードナーA・ヒックスA・ジャッジC・ヘッドリー |
| 8                        | 右                       | J・レディック            | 左                       | C・モートンE・ガティスM・ゴンザレスJ・アルトゥーベA・ブレグマンC・コレアC・メイビンG・スプリンガーJ・レディックY・グリエル | 8                        | 三                       | T・フレイジャー          | 右                       | C・サバシアG・サンチェスG・バードS・カストロT・フレイ · ジャーD・グレゴリウスB・ガードナーA・ヒックスA・ジャッジC・ヘッドリー |
| 9                        | 左                       | C・メイビン              | 右                       | C・モートンE・ガティスM・ゴンザレスJ・アルトゥーベA・ブレグマンC・コレアC・メイビンG・スプリンガーJ・レディックY・グリエル | 9                        | DH                       | C・ヘッドリー            | 両                       | C・サバシアG・サンチェスG・バードS・カストロT・フレイ · ジャーD・グレゴリウスB・ガードナーA・ヒックスA・ジャッジC・ヘッドリー |
| 先発投手                 | 先発投手                 | 先発投手                 | 投球                     | C・モートンE・ガティスM・ゴンザレスJ・アルトゥーベA・ブレグマンC・コレアC・メイビンG・スプリンガーJ・レディックY・グリエル | 先発投手                 | 先発投手                 | 先発投手                 | 投球                     | C・サバシアG・サンチェスG・バードS・カストロT・フレイ · ジャーD・グレゴリウスB・ガードナーA・ヒックスA・ジャッジC・ヘッドリー |
| C・モートン              | C・モートン              | C・モートン              | 右                       | C・モートンE・ガティスM・ゴンザレスJ・アルトゥーベA・ブレグマンC・コレアC・メイビンG・スプリンガーJ・レディックY・グリエル | C・サバシア              | C・サバシア              | C・サバシア              | 左                       | C・サバシアG・サンチェスG・バードS・カストロT・フレイ · ジャーD・グレゴリウスB・ガードナーA・ヒックスA・ジャッジC・ヘッドリー |

### 第4戦 10月17日
- ヤンキー・スタジアム（ニューヨーク州ニューヨーク市ブロンクス区）

|                          | 1 | 2 | 3 | 4 | 5 | 6 | 7 | 8 | 9 | R | H | E |
| ------------------------ | - | - | - | - | - | - | - | - | - | - | - | - |
| ヒューストン・アストロズ | 0 | 0 | 0 | 0 | 0 | 3 | 1 | 0 | 0 | 4 | 3 | 0 |
| ニューヨーク・ヤンキース | 0 | 0 | 0 | 0 | 0 | 0 | 2 | 4 | X | 6 | 8 | 3 |

1. 勝利：チャド・グリーン（1勝）
2. セーブ：アロルディス・チャップマン（1敗1S）
3. 敗戦：ケン・ジャイルズ（1敗1S）
4. 本塁打
NYY：アーロン・ジャッジ2号ソロ
5. 審判
［球審］クリス・グッチオーネ
［塁審］一塁: ジェリー・ミールズ、二塁: ジム・レイノルズ、三塁: マーク・カールソン
［外審］左翼: ハンター・ウェンデルステット、右翼: ゲイリー・シダーストロム
6. 試合開始時刻: 東部夏時間（UTC-4）午後5時8分  試合時間: 3時間37分  観客: 4万8804人  気温: 61°F（16.1°C）
詳細: MLB.com Gameday / ESPN.com / Baseball-Reference.com / Fangraphs

| ヒューストン・アストロズ | ヒューストン・アストロズ | ヒューストン・アストロズ | ヒューストン・アストロズ | ヒューストン・アストロズ | ニューヨーク・ヤンキース | ニューヨーク・ヤンキース | ニューヨーク・ヤンキース | ニューヨーク・ヤンキース | ニューヨーク・ヤンキース                                                                                                  |
| ------------------------ | ------------------------ | ------------------------ | ------------------------ | --- | ------------------------ | ------------------------ | ------------------------ | ------------------------ | --- |
| 打順                     | 守備                     | 選手                     | 打席                     | L・マッカラーズJr.B・マッキャンY・グリエルJ・アルトゥーベA・ブレグマンC・コレアM・ゴンザレスG・スプリンガーJ・レディックC・ベルトラン | 打順                     | 守備                     | 選手                     | 打席                     | S・グレイA・ロマインG・バードS・カストロT・フレイ · ジャーD・グレゴリウスB・ガードナーA・ヒックスA・ジャッジG・サンチェス |
| 1                        | 中                       | G・スプリンガー          | 右                       | L・マッカラーズJr.B・マッキャンY・グリエルJ・アルトゥーベA・ブレグマンC・コレアM・ゴンザレスG・スプリンガーJ・レディックC・ベルトラン | 1                        | 左                       | B・ガードナー            | 左                       | S・グレイA・ロマインG・バードS・カストロT・フレイ · ジャーD・グレゴリウスB・ガードナーA・ヒックスA・ジャッジG・サンチェス |
| 2                        | 右                       | J・レディック            | 左                       | L・マッカラーズJr.B・マッキャンY・グリエルJ・アルトゥーベA・ブレグマンC・コレアM・ゴンザレスG・スプリンガーJ・レディックC・ベルトラン | 2                        | 右                       | A・ジャッジ              | 右                       | S・グレイA・ロマインG・バードS・カストロT・フレイ · ジャーD・グレゴリウスB・ガードナーA・ヒックスA・ジャッジG・サンチェス |
| 3                        | 二                       | J・アルトゥーベ          | 右                       | L・マッカラーズJr.B・マッキャンY・グリエルJ・アルトゥーベA・ブレグマンC・コレアM・ゴンザレスG・スプリンガーJ・レディックC・ベルトラン | 3                        | 遊                       | D・グレゴリウス          | 左                       | S・グレイA・ロマインG・バードS・カストロT・フレイ · ジャーD・グレゴリウスB・ガードナーA・ヒックスA・ジャッジG・サンチェス |
| 4                        | 遊                       | C・コレア                | 右                       | L・マッカラーズJr.B・マッキャンY・グリエルJ・アルトゥーベA・ブレグマンC・コレアM・ゴンザレスG・スプリンガーJ・レディックC・ベルトラン | 4                        | DH                       | G・サンチェス            | 右                       | S・グレイA・ロマインG・バードS・カストロT・フレイ · ジャーD・グレゴリウスB・ガードナーA・ヒックスA・ジャッジG・サンチェス |
| 5                        | 一                       | Y・グリエル              | 右                       | L・マッカラーズJr.B・マッキャンY・グリエルJ・アルトゥーベA・ブレグマンC・コレアM・ゴンザレスG・スプリンガーJ・レディックC・ベルトラン | 5                        | 一                       | G・バード                | 左                       | S・グレイA・ロマインG・バードS・カストロT・フレイ · ジャーD・グレゴリウスB・ガードナーA・ヒックスA・ジャッジG・サンチェス |
| 6                        | 三                       | A・ブレグマン            | 右                       | L・マッカラーズJr.B・マッキャンY・グリエルJ・アルトゥーベA・ブレグマンC・コレアM・ゴンザレスG・スプリンガーJ・レディックC・ベルトラン | 6                        | 二                       | S・カストロ              | 右                       | S・グレイA・ロマインG・バードS・カストロT・フレイ · ジャーD・グレゴリウスB・ガードナーA・ヒックスA・ジャッジG・サンチェス |
| 7                        | DH                       | C・ベルトラン            | 両                       | L・マッカラーズJr.B・マッキャンY・グリエルJ・アルトゥーベA・ブレグマンC・コレアM・ゴンザレスG・スプリンガーJ・レディックC・ベルトラン | 7                        | 中                       | A・ヒックス              | 両                       | S・グレイA・ロマインG・バードS・カストロT・フレイ · ジャーD・グレゴリウスB・ガードナーA・ヒックスA・ジャッジG・サンチェス |
| 8                        | 左                       | M・ゴンザレス            | 両                       | L・マッカラーズJr.B・マッキャンY・グリエルJ・アルトゥーベA・ブレグマンC・コレアM・ゴンザレスG・スプリンガーJ・レディックC・ベルトラン | 8                        | 三                       | T・フレイジャー          | 右                       | S・グレイA・ロマインG・バードS・カストロT・フレイ · ジャーD・グレゴリウスB・ガードナーA・ヒックスA・ジャッジG・サンチェス |
| 9                        | 捕                       | B・マッキャン            | 左                       | L・マッカラーズJr.B・マッキャンY・グリエルJ・アルトゥーベA・ブレグマンC・コレアM・ゴンザレスG・スプリンガーJ・レディックC・ベルトラン | 9                        | 捕                       | A・ロマイン              | 右                       | S・グレイA・ロマインG・バードS・カストロT・フレイ · ジャーD・グレゴリウスB・ガードナーA・ヒックスA・ジャッジG・サンチェス |
| 先発投手                 | 先発投手                 | 先発投手                 | 投球                     | L・マッカラーズJr.B・マッキャンY・グリエルJ・アルトゥーベA・ブレグマンC・コレアM・ゴンザレスG・スプリンガーJ・レディックC・ベルトラン | 先発投手                 | 先発投手                 | 先発投手                 | 投球                     | S・グレイA・ロマインG・バードS・カストロT・フレイ · ジャーD・グレゴリウスB・ガードナーA・ヒックスA・ジャッジG・サンチェス |
| L・マッカラーズJr.       | L・マッカラーズJr.       | L・マッカラーズJr.       | 右                       | L・マッカラーズJr.B・マッキャンY・グリエルJ・アルトゥーベA・ブレグマンC・コレアM・ゴンザレスG・スプリンガーJ・レディックC・ベルトラン | S・グレイ                | S・グレイ                | S・グレイ                | 右                       | S・グレイA・ロマインG・バードS・カストロT・フレイ · ジャーD・グレゴリウスB・ガードナーA・ヒックスA・ジャッジG・サンチェス |

### 第5戦 10月18日
- ヤンキー・スタジアム（ニューヨーク州ニューヨーク市ブロンクス区）

|                          | 1 | 2 | 3 | 4 | 5 | 6 | 7 | 8 | 9 | R | H  | E |
| ------------------------ | - | - | - | - | - | - | - | - | - | - | -- | - |
| ヒューストン・アストロズ | 0 | 0 | 0 | 0 | 0 | 0 | 0 | 0 | 0 | 0 | 4  | 1 |
| ニューヨーク・ヤンキース | 0 | 1 | 1 | 0 | 2 | 0 | 1 | 0 | X | 5 | 10 | 1 |

1. 勝利：田中将大（1勝1敗）
2. 敗戦：ダラス・カイケル（1勝1敗）
3. 本塁打
NYY：ゲイリー・サンチェス1号ソロ
4. 審判
［球審］ジェリー・ミールズ
［塁審］一塁: ジム・レイノルズ、二塁: マーク・カールソン、三塁: ハンター・ウェンデルステット
［外審］左翼: ゲイリー・シダーストロム、右翼: クリス・グッチオーネ
5. 試合開始時刻: 東部夏時間（UTC-4）午後5時11分  試合時間: 3時間18分  観客: 4万9647人  気温: 74°F（23.3°C）
詳細: MLB.com Gameday / ESPN.com / Baseball-Reference.com / Fangraphs

| ヒューストン・アストロズ | ヒューストン・アストロズ | ヒューストン・アストロズ | ヒューストン・アストロズ | ヒューストン・アストロズ | ニューヨーク・ヤンキース | ニューヨーク・ヤンキース | ニューヨーク・ヤンキース | ニューヨーク・ヤンキース | ニューヨーク・ヤンキース                                                                                                   |
| ------------------------ | ------------------------ | ------------------------ | ------------------------ | --- | ------------------------ | ------------------------ | ------------------------ | ------------------------ | --- |
| 打順                     | 守備                     | 選手                     | 打席                     | D・カイケルB・マッキャンY・グリエルJ・アルトゥーベA・ブレグマンC・コレアM・ゴンザレスG・スプリンガーJ・レディックC・ベルトラン | 打順                     | 守備                     | 選手                     | 打席                     | 田中将大G・サンチェスG・バードS・カストロT・フレイ · ジャーD・グレゴリウスB・ガードナーA・ヒックスA・ジャッジC・ヘッドリー |
| 1                        | 中                       | G・スプリンガー          | 右                       | D・カイケルB・マッキャンY・グリエルJ・アルトゥーベA・ブレグマンC・コレアM・ゴンザレスG・スプリンガーJ・レディックC・ベルトラン | 1                        | 左                       | B・ガードナー            | 左                       | 田中将大G・サンチェスG・バードS・カストロT・フレイ · ジャーD・グレゴリウスB・ガードナーA・ヒックスA・ジャッジC・ヘッドリー |
| 2                        | 右                       | J・レディック            | 左                       | D・カイケルB・マッキャンY・グリエルJ・アルトゥーベA・ブレグマンC・コレアM・ゴンザレスG・スプリンガーJ・レディックC・ベルトラン | 2                        | 右                       | A・ジャッジ              | 右                       | 田中将大G・サンチェスG・バードS・カストロT・フレイ · ジャーD・グレゴリウスB・ガードナーA・ヒックスA・ジャッジC・ヘッドリー |
| 3                        | 二                       | J・アルトゥーベ          | 右                       | D・カイケルB・マッキャンY・グリエルJ・アルトゥーベA・ブレグマンC・コレアM・ゴンザレスG・スプリンガーJ・レディックC・ベルトラン | 3                        | 捕                       | G・サンチェス            | 右                       | 田中将大G・サンチェスG・バードS・カストロT・フレイ · ジャーD・グレゴリウスB・ガードナーA・ヒックスA・ジャッジC・ヘッドリー |
| 4                        | 遊                       | C・コレア                | 右                       | D・カイケルB・マッキャンY・グリエルJ・アルトゥーベA・ブレグマンC・コレアM・ゴンザレスG・スプリンガーJ・レディックC・ベルトラン | 4                        | 遊                       | D・グレゴリウス          | 左                       | 田中将大G・サンチェスG・バードS・カストロT・フレイ · ジャーD・グレゴリウスB・ガードナーA・ヒックスA・ジャッジC・ヘッドリー |
| 5                        | 一                       | Y・グリエル              | 右                       | D・カイケルB・マッキャンY・グリエルJ・アルトゥーベA・ブレグマンC・コレアM・ゴンザレスG・スプリンガーJ・レディックC・ベルトラン | 5                        | 中                       | A・ヒックス              | 両                       | 田中将大G・サンチェスG・バードS・カストロT・フレイ · ジャーD・グレゴリウスB・ガードナーA・ヒックスA・ジャッジC・ヘッドリー |
| 6                        | 三                       | A・ブレグマン            | 右                       | D・カイケルB・マッキャンY・グリエルJ・アルトゥーベA・ブレグマンC・コレアM・ゴンザレスG・スプリンガーJ・レディックC・ベルトラン | 6                        | 二                       | S・カストロ              | 右                       | 田中将大G・サンチェスG・バードS・カストロT・フレイ · ジャーD・グレゴリウスB・ガードナーA・ヒックスA・ジャッジC・ヘッドリー |
| 7                        | DH                       | C・ベルトラン            | 両                       | D・カイケルB・マッキャンY・グリエルJ・アルトゥーベA・ブレグマンC・コレアM・ゴンザレスG・スプリンガーJ・レディックC・ベルトラン | 7                        | 一                       | G・バード                | 左                       | 田中将大G・サンチェスG・バードS・カストロT・フレイ · ジャーD・グレゴリウスB・ガードナーA・ヒックスA・ジャッジC・ヘッドリー |
| 8                        | 左                       | M・ゴンザレス            | 両                       | D・カイケルB・マッキャンY・グリエルJ・アルトゥーベA・ブレグマンC・コレアM・ゴンザレスG・スプリンガーJ・レディックC・ベルトラン | 8                        | 三                       | T・フレイジャー          | 右                       | 田中将大G・サンチェスG・バードS・カストロT・フレイ · ジャーD・グレゴリウスB・ガードナーA・ヒックスA・ジャッジC・ヘッドリー |
| 9                        | 捕                       | B・マッキャン            | 左                       | D・カイケルB・マッキャンY・グリエルJ・アルトゥーベA・ブレグマンC・コレアM・ゴンザレスG・スプリンガーJ・レディックC・ベルトラン | 9                        | DH                       | C・ヘッドリー            | 両                       | 田中将大G・サンチェスG・バードS・カストロT・フレイ · ジャーD・グレゴリウスB・ガードナーA・ヒックスA・ジャッジC・ヘッドリー |
| 先発投手                 | 先発投手                 | 先発投手                 | 投球                     | D・カイケルB・マッキャンY・グリエルJ・アルトゥーベA・ブレグマンC・コレアM・ゴンザレスG・スプリンガーJ・レディックC・ベルトラン | 先発投手                 | 先発投手                 | 先発投手                 | 投球                     | 田中将大G・サンチェスG・バードS・カストロT・フレイ · ジャーD・グレゴリウスB・ガードナーA・ヒックスA・ジャッジC・ヘッドリー |
| D・カイケル              | D・カイケル              | D・カイケル              | 左                       | D・カイケルB・マッキャンY・グリエルJ・アルトゥーベA・ブレグマンC・コレアM・ゴンザレスG・スプリンガーJ・レディックC・ベルトラン | 田中将大                 | 田中将大                 | 田中将大                 | 右                       | 田中将大G・サンチェスG・バードS・カストロT・フレイ · ジャーD・グレゴリウスB・ガードナーA・ヒックスA・ジャッジC・ヘッドリー |

### 第6戦 10月20日
- ミニッツメイド・パーク（テキサス州ヒューストン）

|                          | 1 | 2 | 3 | 4 | 5 | 6 | 7 | 8 | 9 | R | H | E |
| ------------------------ | - | - | - | - | - | - | - | - | - | - | - | - |
| ニューヨーク・ヤンキース | 0 | 0 | 0 | 0 | 0 | 0 | 0 | 1 | 0 | 1 | 7 | 1 |
| ヒューストン・アストロズ | 0 | 0 | 0 | 0 | 3 | 0 | 0 | 4 | X | 7 | 8 | 0 |

1. 勝利：ジャスティン・バーランダー（2勝）
2. 敗戦：ルイス・セベリーノ（1敗）
3. 本塁打
NYY：アーロン・ジャッジ3号ソロ
HOU：ホセ・アルトゥーベ1号ソロ
4. 審判
［球審］ジム・レイノルズ
［塁審］一塁: マーク・カールソン、二塁: ハンター・ウェンデルステット、三塁: ゲイリー・シダーストロム
［外審］左翼: クリス・グッチオーネ、右翼: ジェリー・ミールズ
5. 試合開始時刻: 中部夏時間（UTC-5）午後7時9分  試合時間: 3時間23分  観客: 4万3179人  気温: 73°F（22.8°C）
詳細: MLB.com Gameday / ESPN.com / Baseball-Reference.com / Fangraphs

| ニューヨーク・ヤンキース | ニューヨーク・ヤンキース | ニューヨーク・ヤンキース | ニューヨーク・ヤンキース | ニューヨーク・ヤンキース | ヒューストン・アストロズ | ヒューストン・アストロズ | ヒューストン・アストロズ | ヒューストン・アストロズ | ヒューストン・アストロズ |
| ------------------------ | ------------------------ | ------------------------ | ------------------------ | --- | ------------------------ | ------------------------ | ------------------------ | ------------------------ | --- |
| 打順                     | 守備                     | 選手                     | 打席                     | L・セベリーノG・サンチェスG・バードS・カストロT・フレイ · ジャーD・グレゴリウスB・ガードナーA・ヒックスA・ジャッジC・ヘッドリー | 打順                     | 守備                     | 選手                     | 打席                     | J・バーランダーB・マッキャンY・グリエルJ・アルトゥーベA・ブレグマンC・コレアM・ゴンザレスG・スプリンガーJ・レディックE・ガティス |
| 1                        | 左                       | B・ガードナー            | 左                       | L・セベリーノG・サンチェスG・バードS・カストロT・フレイ · ジャーD・グレゴリウスB・ガードナーA・ヒックスA・ジャッジC・ヘッドリー | 1                        | 中                       | G・スプリンガー          | 右                       | J・バーランダーB・マッキャンY・グリエルJ・アルトゥーベA・ブレグマンC・コレアM・ゴンザレスG・スプリンガーJ・レディックE・ガティス |
| 2                        | 右                       | A・ジャッジ              | 右                       | L・セベリーノG・サンチェスG・バードS・カストロT・フレイ · ジャーD・グレゴリウスB・ガードナーA・ヒックスA・ジャッジC・ヘッドリー | 2                        | 右                       | J・レディック            | 左                       | J・バーランダーB・マッキャンY・グリエルJ・アルトゥーベA・ブレグマンC・コレアM・ゴンザレスG・スプリンガーJ・レディックE・ガティス |
| 3                        | 遊                       | D・グレゴリウス          | 左                       | L・セベリーノG・サンチェスG・バードS・カストロT・フレイ · ジャーD・グレゴリウスB・ガードナーA・ヒックスA・ジャッジC・ヘッドリー | 3                        | 二                       | J・アルトゥーベ          | 右                       | J・バーランダーB・マッキャンY・グリエルJ・アルトゥーベA・ブレグマンC・コレアM・ゴンザレスG・スプリンガーJ・レディックE・ガティス |
| 4                        | 捕                       | G・サンチェス            | 右                       | L・セベリーノG・サンチェスG・バードS・カストロT・フレイ · ジャーD・グレゴリウスB・ガードナーA・ヒックスA・ジャッジC・ヘッドリー | 4                        | 遊                       | C・コレア                | 右                       | J・バーランダーB・マッキャンY・グリエルJ・アルトゥーベA・ブレグマンC・コレアM・ゴンザレスG・スプリンガーJ・レディックE・ガティス |
| 5                        | 一                       | G・バード                | 左                       | L・セベリーノG・サンチェスG・バードS・カストロT・フレイ · ジャーD・グレゴリウスB・ガードナーA・ヒックスA・ジャッジC・ヘッドリー | 5                        | 一                       | Y・グリエル              | 右                       | J・バーランダーB・マッキャンY・グリエルJ・アルトゥーベA・ブレグマンC・コレアM・ゴンザレスG・スプリンガーJ・レディックE・ガティス |
| 6                        | 二                       | S・カストロ              | 右                       | L・セベリーノG・サンチェスG・バードS・カストロT・フレイ · ジャーD・グレゴリウスB・ガードナーA・ヒックスA・ジャッジC・ヘッドリー | 6                        | 三                       | A・ブレグマン            | 右                       | J・バーランダーB・マッキャンY・グリエルJ・アルトゥーベA・ブレグマンC・コレアM・ゴンザレスG・スプリンガーJ・レディックE・ガティス |
| 7                        | 中                       | A・ヒックス              | 両                       | L・セベリーノG・サンチェスG・バードS・カストロT・フレイ · ジャーD・グレゴリウスB・ガードナーA・ヒックスA・ジャッジC・ヘッドリー | 7                        | 左                       | M・ゴンザレス            | 両                       | J・バーランダーB・マッキャンY・グリエルJ・アルトゥーベA・ブレグマンC・コレアM・ゴンザレスG・スプリンガーJ・レディックE・ガティス |
| 8                        | 三                       | T・フレイジャー          | 右                       | L・セベリーノG・サンチェスG・バードS・カストロT・フレイ · ジャーD・グレゴリウスB・ガードナーA・ヒックスA・ジャッジC・ヘッドリー | 8                        | DH                       | E・ガティス              | 右                       | J・バーランダーB・マッキャンY・グリエルJ・アルトゥーベA・ブレグマンC・コレアM・ゴンザレスG・スプリンガーJ・レディックE・ガティス |
| 9                        | DH                       | C・ヘッドリー            | 両                       | L・セベリーノG・サンチェスG・バードS・カストロT・フレイ · ジャーD・グレゴリウスB・ガードナーA・ヒックスA・ジャッジC・ヘッドリー | 9                        | 捕                       | B・マッキャン            | 左                       | J・バーランダーB・マッキャンY・グリエルJ・アルトゥーベA・ブレグマンC・コレアM・ゴンザレスG・スプリンガーJ・レディックE・ガティス |
| 先発投手                 | 先発投手                 | 先発投手                 | 投球                     | L・セベリーノG・サンチェスG・バードS・カストロT・フレイ · ジャーD・グレゴリウスB・ガードナーA・ヒックスA・ジャッジC・ヘッドリー | 先発投手                 | 先発投手                 | 先発投手                 | 投球                     | J・バーランダーB・マッキャンY・グリエルJ・アルトゥーベA・ブレグマンC・コレアM・ゴンザレスG・スプリンガーJ・レディックE・ガティス |
| L・セベリーノ            | L・セベリーノ            | L・セベリーノ            | 右                       | L・セベリーノG・サンチェスG・バードS・カストロT・フレイ · ジャーD・グレゴリウスB・ガードナーA・ヒックスA・ジャッジC・ヘッドリー | J・バーランダー          | J・バーランダー          | J・バーランダー          | 右                       | J・バーランダーB・マッキャンY・グリエルJ・アルトゥーベA・ブレグマンC・コレアM・ゴンザレスG・スプリンガーJ・レディックE・ガティス |

### 第7戦 10月21日
- ミニッツメイド・パーク（テキサス州ヒューストン）

|                          | 1 | 2 | 3 | 4 | 5 | 6 | 7 | 8 | 9 | R | H  | E |
| ------------------------ | - | - | - | - | - | - | - | - | - | - | -- | - |
| ニューヨーク・ヤンキース | 0 | 0 | 0 | 0 | 0 | 0 | 0 | 0 | 0 | 0 | 3  | 0 |
| ヒューストン・アストロズ | 0 | 0 | 0 | 1 | 3 | 0 | 0 | 0 | X | 4 | 10 | 0 |

1. 勝利：チャーリー・モートン（1勝1敗）
2. セーブ：ランス・マッカラーズ・ジュニア（1S）
3. 敗戦：CC・サバシア（1勝1敗）
4. 本塁打
HOU：エバン・ガティス1号ソロ、ホセ・アルトゥーベ2号ソロ
5. 審判
［球審］マーク・カールソン
［塁審］一塁: ハンター・ウェンデルステット、二塁: ゲイリー・シダーストロム、三塁: クリス・グッチオーネ
［外審］左翼: ジェリー・ミールズ、右翼: ジム・レイノルズ
6. 試合開始時刻: 中部夏時間（UTC-5）午後7時9分  試合時間: 3時間9分  観客: 4万3201人  気温: 73°F（22.8°C）
詳細: MLB.com Gameday / ESPN.com / Baseball-Reference.com / Fangraphs

| ニューヨーク・ヤンキース | ニューヨーク・ヤンキース | ニューヨーク・ヤンキース | ニューヨーク・ヤンキース | ニューヨーク・ヤンキース | ヒューストン・アストロズ | ヒューストン・アストロズ | ヒューストン・アストロズ | ヒューストン・アストロズ | ヒューストン・アストロズ |
| ------------------------ | ------------------------ | ------------------------ | ------------------------ | --- | ------------------------ | ------------------------ | ------------------------ | ------------------------ | --- |
| 打順                     | 守備                     | 選手                     | 打席                     | C・サバシアG・サンチェスG・バードS・カストロT・フレイ · ジャーD・グレゴリウスB・ガードナーA・ヒックスA・ジャッジC・ヘッドリー | 打順                     | 守備                     | 選手                     | 打席                     | C・モートンB・マッキャンY・グリエルJ・アルトゥーベA・ブレグマンC・コレアM・ゴンザレスG・スプリンガーJ・レディックE・ガティス |
| 1                        | 左                       | B・ガードナー            | 左                       | C・サバシアG・サンチェスG・バードS・カストロT・フレイ · ジャーD・グレゴリウスB・ガードナーA・ヒックスA・ジャッジC・ヘッドリー | 1                        | 中                       | G・スプリンガー          | 右                       | C・モートンB・マッキャンY・グリエルJ・アルトゥーベA・ブレグマンC・コレアM・ゴンザレスG・スプリンガーJ・レディックE・ガティス |
| 2                        | 右                       | A・ジャッジ              | 右                       | C・サバシアG・サンチェスG・バードS・カストロT・フレイ · ジャーD・グレゴリウスB・ガードナーA・ヒックスA・ジャッジC・ヘッドリー | 2                        | 三                       | A・ブレグマン            | 右                       | C・モートンB・マッキャンY・グリエルJ・アルトゥーベA・ブレグマンC・コレアM・ゴンザレスG・スプリンガーJ・レディックE・ガティス |
| 3                        | 遊                       | D・グレゴリウス          | 左                       | C・サバシアG・サンチェスG・バードS・カストロT・フレイ · ジャーD・グレゴリウスB・ガードナーA・ヒックスA・ジャッジC・ヘッドリー | 3                        | 二                       | J・アルトゥーベ          | 右                       | C・モートンB・マッキャンY・グリエルJ・アルトゥーベA・ブレグマンC・コレアM・ゴンザレスG・スプリンガーJ・レディックE・ガティス |
| 4                        | 捕                       | G・サンチェス            | 右                       | C・サバシアG・サンチェスG・バードS・カストロT・フレイ · ジャーD・グレゴリウスB・ガードナーA・ヒックスA・ジャッジC・ヘッドリー | 4                        | 遊                       | C・コレア                | 右                       | C・モートンB・マッキャンY・グリエルJ・アルトゥーベA・ブレグマンC・コレアM・ゴンザレスG・スプリンガーJ・レディックE・ガティス |
| 5                        | 一                       | G・バード                | 左                       | C・サバシアG・サンチェスG・バードS・カストロT・フレイ · ジャーD・グレゴリウスB・ガードナーA・ヒックスA・ジャッジC・ヘッドリー | 5                        | 一                       | Y・グリエル              | 右                       | C・モートンB・マッキャンY・グリエルJ・アルトゥーベA・ブレグマンC・コレアM・ゴンザレスG・スプリンガーJ・レディックE・ガティス |
| 6                        | 二                       | S・カストロ              | 右                       | C・サバシアG・サンチェスG・バードS・カストロT・フレイ · ジャーD・グレゴリウスB・ガードナーA・ヒックスA・ジャッジC・ヘッドリー | 6                        | DH                       | E・ガティス              | 右                       | C・モートンB・マッキャンY・グリエルJ・アルトゥーベA・ブレグマンC・コレアM・ゴンザレスG・スプリンガーJ・レディックE・ガティス |
| 7                        | 中                       | A・ヒックス              | 両                       | C・サバシアG・サンチェスG・バードS・カストロT・フレイ · ジャーD・グレゴリウスB・ガードナーA・ヒックスA・ジャッジC・ヘッドリー | 7                        | 捕                       | B・マッキャン            | 左                       | C・モートンB・マッキャンY・グリエルJ・アルトゥーベA・ブレグマンC・コレアM・ゴンザレスG・スプリンガーJ・レディックE・ガティス |
| 8                        | 三                       | T・フレイジャー          | 右                       | C・サバシアG・サンチェスG・バードS・カストロT・フレイ · ジャーD・グレゴリウスB・ガードナーA・ヒックスA・ジャッジC・ヘッドリー | 8                        | 左                       | M・ゴンザレス            | 両                       | C・モートンB・マッキャンY・グリエルJ・アルトゥーベA・ブレグマンC・コレアM・ゴンザレスG・スプリンガーJ・レディックE・ガティス |
| 9                        | DH                       | C・ヘッドリー            | 両                       | C・サバシアG・サンチェスG・バードS・カストロT・フレイ · ジャーD・グレゴリウスB・ガードナーA・ヒックスA・ジャッジC・ヘッドリー | 9                        | 右                       | J・レディック            | 左                       | C・モートンB・マッキャンY・グリエルJ・アルトゥーベA・ブレグマンC・コレアM・ゴンザレスG・スプリンガーJ・レディックE・ガティス |
| 先発投手                 | 先発投手                 | 先発投手                 | 投球                     | C・サバシアG・サンチェスG・バードS・カストロT・フレイ · ジャーD・グレゴリウスB・ガードナーA・ヒックスA・ジャッジC・ヘッドリー | 先発投手                 | 先発投手                 | 先発投手                 | 投球                     | C・モートンB・マッキャンY・グリエルJ・アルトゥーベA・ブレグマンC・コレアM・ゴンザレスG・スプリンガーJ・レディックE・ガティス |
| C・サバシア              | C・サバシア              | C・サバシア              | 左                       | C・サバシアG・サンチェスG・バードS・カストロT・フレイ · ジャーD・グレゴリウスB・ガードナーA・ヒックスA・ジャッジC・ヘッドリー | C・モートン              | C・モートン              | C・モートン              | 右                       | C・モートンB・マッキャンY・グリエルJ・アルトゥーベA・ブレグマンC・コレアM・ゴンザレスG・スプリンガーJ・レディックE・ガティス |